# Opel Rekord
Opel Rekord var en personbilsmodelserie fra den tyske bilfabrikant Opel. Den øvre mellemklassebil blev mellem sommeren 1953 (dengang under navnet Olympia Rekord) og midten af 1986 bygget i otte forskellige generationer og solgt i totalt ca. 10 millioner eksemplarer.
Rekord blev afløst af modelserien Omega, som mellem sensommeren 1986 og midten af 2003 blev bygget i to generationer.

## Generationer
- Opel Olympia Rekord (1953–1957)
- Opel Rekord P1
(1957–1960)
- Opel Rekord P2
(1960–1963)
- Opel Rekord A
(1963–1965)
- Opel Rekord B
(1965–1966)
- Opel Rekord C
(1966–1972)
- Opel Rekord D
(1971–1977)
- Opel Rekord E1
(1977–1982)
- Opel Rekord E2
(1982–1986)